# Bésame (canción de Bhavi y Seven Kayne)
«Bésame» es el nombre del sencillo lanzado por los cantantes argentinos Bhavi y Seven Kayne. Fue distribuido y lanzado bajo el sello Mueva Records el 14 de mayo de 2018. El día 16 de abril de 2024 lanzaron «Bésame (Remix)» junto a Milo J, Khea, Neo Pistea y Tiago PZK.

## Sencillo
El sencillo fue lanzado por Bhavi en colaboración con Seven Kayne el 14 de mayo de 2018 y fue distribuido productora Mueva Records. La canción habla sobre una relación problemática y el amor que tienen con una mujer simbolizando el darse un beso, ya que puede ser el último en cualquier momento.En menos de 3 días el sencillo llegó a dos millones de visualizaciones. Fue denominado por la prensa sudamericana como un himno del trap latino, dando pie al género en Latinoamérica en ese entonces en tendencias musicales de Argentina. Hasta el lanzamiento de su remix reunía más de 81 millones de visualizaciones en YouTube y 60 millones de reproducciones en Spotify.

## Remix

### Contexto
A fines de enero de 2024, se rumoró en las redes sociales que Bhavi estaba preparando el lanzamiento del remix del sencillo, lo que provocó que la discografía Mueva Records (poseedora del sonido original) reclame la autoría del mismo, esto provocó la discusión de Khea (invitado al remix) con Omar Varela, dueño de Mueva Records. Esta discusión provocó que se retrase el lanzamiento del sencillo y que YSY A, invitado al remix, termine anunciando su baja del mismo. El videoclip fue filmado en marzo y abril de 2024 en Vicente López.

### Lanzamiento y recepción
El 16 de abril de 2024, Bhavi lanzó el sencillo «Bésame (Remix)» en su canal, la colaboración final fue con Milo J, Tiago PZK, Khea, Neo Pistea y Seven Kayne. La nueva producción del sencillo fue por parte de Zecca y Halpe. El remix se posicionó en tendencias número 1 de Argentina en Spotify. En tan solo 24 horas, el sencillo superó las 2 millones de reproducciones en YouTube.

## Información del sencillo
| Fecha de lanzamiento | Título           | Artistas                                                | Productores  |
| -------------------- | ---------------- | ------------------------------------------------------- | ------------ |
| 16 de mayo de 2018   | «Bésame»         | Bhavi, Seven Kayne                                      | Omar Varela  |
| 14 de abril de 2024  | «Bésame (Remix)» | Bhavi, Seven Kayne, Milo J, Tiago PZK, Neo Pistea, Khea | Halpe, Zecca |